# Евелін Дірман
Евелін Дірман (англ. Евелін Дірман; 8 вересня 1908 — 2 грудня 1993) — колишня британська тенісистка.
Найвищим досягненням на турнірах Великого шолома були чвертьфінали в парному та змішаному парному розрядах.

## Фінали турнірів Великого шолома

### Парний розряд: (1 перемога)
| Результат | Рік  | Турнір              | Покриття | Партнерка  | Суперниці                     | Рахунок  |
| --------- | ---- | ------------------- | -------- | ---------- | ----------------------------- | -------- |
| Перемога  | 1935 | Чемпіонат Австралії | Трава    | Ненсі Лайл | Луї Бікертон Нелл Голл-Гопман | 6–3, 6–4 |